# ساموآ ایر
ساموا ایر (به انگلیسی: Samoa Air) یک شرکت هواپیمایی است که در تاریخ ۲۰۱۲ میلادی تأسیس شده‌است.
دفتر مرکزی ساموا ایر در آپیا، ساموآ واقع شده‌است و قطب این شرکت هواپیمایی در فرودگاه بین‌المللی فالئولو قرار دارد و به ۱۰ مقصد، پرواز مستقیم انجام می‌دهد.